# Peuceptyelus bufonius
Peuceptyelus bufonius är en insektsart som beskrevs av Jacobi 1921. Peuceptyelus bufonius ingår i släktet Peuceptyelus och familjen spottstritar. Inga underarter finns listade i Catalogue of Life.